# Fritz Platten

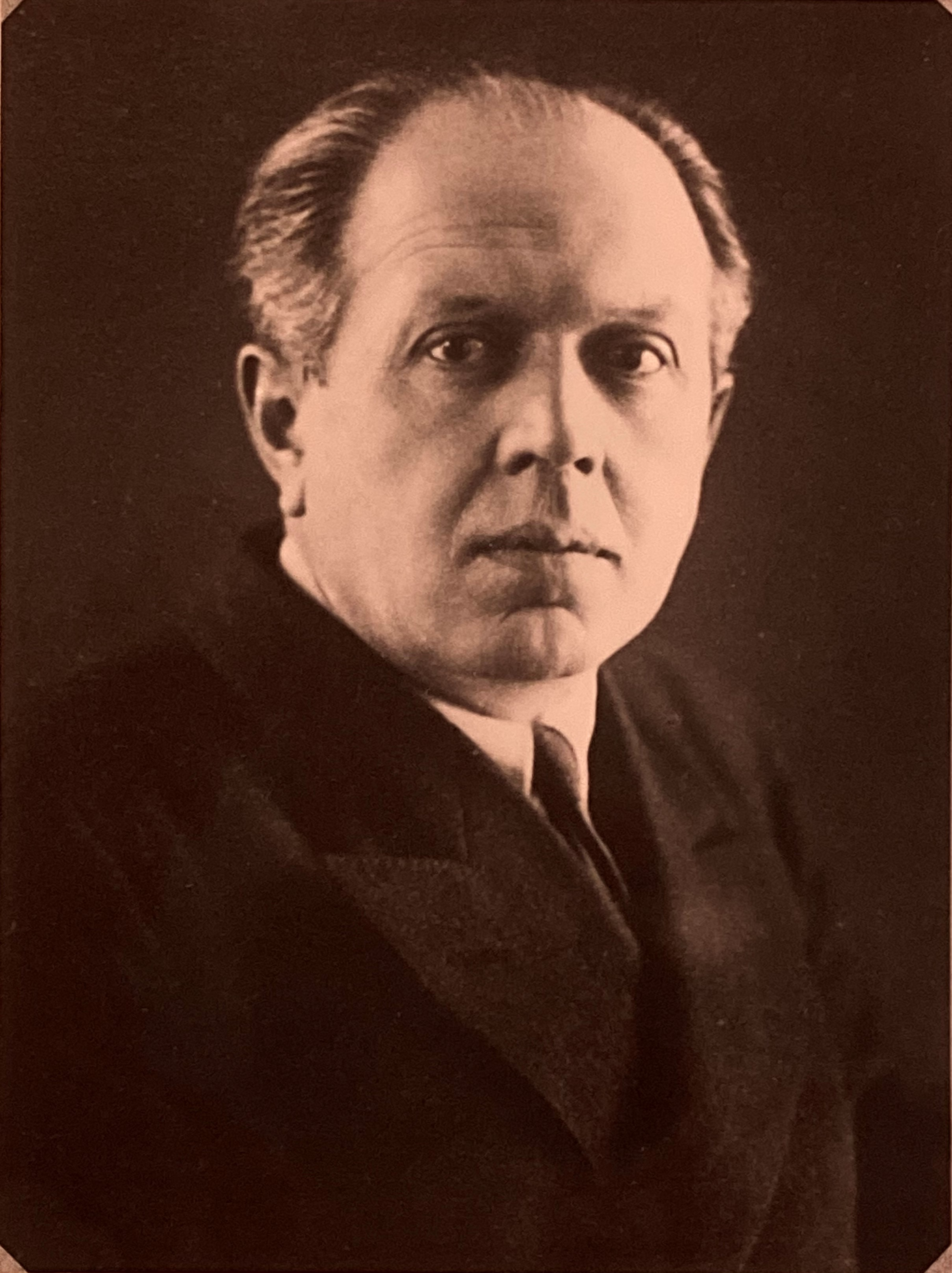
Fritz Platten

Fritz Platten (geboren 8. Juli 1883 in Tablat (heute Teil der Stadt St. Gallen), Schweiz; gestorben 22. April 1942 in Lipowo bei Njandoma, Sowjetunion) war ein Schweizer Kommunist.

## Leben
Fritz Platten war Sohn des Schreiners Peter Platten. 1892 kam er nach Zürich, wo er die Sekundarschule absolvierte und später eine Schlosserlehre bei der Zürcher Maschinenbauunternehmung Escher Wyss antrat, welche er jedoch wegen eines Unfalls nicht abschliessen konnte.
1904 trat er im Alter von 21 Jahren dem Arbeiterbund Eintracht bei. Während der Zeit der Russischen Revolution 1905 bis 1907 emigrierte er nach Russland. 1906 nahm er an einem Aufstand in Riga in Lettland teil, wurde dafür zu mehrmonatiger Haft verurteilt und flüchtete 1908 in die Schweiz. 1911 trat er der Sozialdemokratischen Partei der Schweiz bei. Er war 1912 Mitglied der Streikleitung beim Zürcher Generalstreik.
Zusammen mit dem Schweizer Sozialdemokraten Karl Manz (1856–1917) und dem deutschen SPD-Politiker Richard Fischer war er im August 1913 für die Planung und Durchführung der Trauerfeierlichkeiten von August Bebel in Zürich verantwortlich.

### Platten als Kommunist

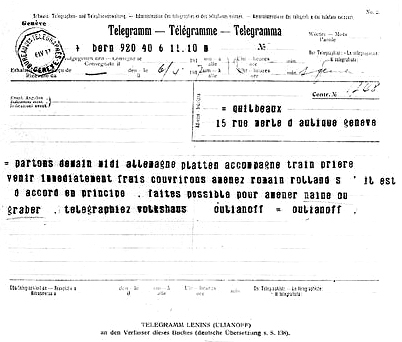
Telegramm von Lenin an Henri Guilbeaux vom 6. April 1917, das Platten als Mittelsmann Lenins für die Reise durch Deutschland nach Russland erwähnt.

Nach dem Zusammenbruch der Zweiten Internationale stiess Platten zur Zimmerwalder Bewegung und wurde Kommunist. Er sass als Vertreter der Sozialdemokratischen Partei und später der KPS von 1917 bis 1922 im Nationalrat der Schweiz und danach bis 1923 im Grossen Stadtrat der Stadt Zürich. Bei der Gründung der Kommunistischen Internationale in Moskau 1919 war er Mitglied des Präsidiums. 1920 verbüsste er in der Schweiz eine wegen der Beteiligung am schweizerischen Landesstreik 1918 erteilte Haftstrafe. 1921 gehörte er zu den Gründungsmitgliedern der KPS und fungierte als ihr Sekretär.
Platten stand Lenin nahe und bürgte für dessen Nutzung des Sozialarchivs. Er wurde vor allem dafür bekannt, dass er nach der russischen Februarrevolution 1917 die Rückkehr Lenins aus dem Exil in der Schweiz nach Russland organisierte. Während des Ersten Weltkriegs fuhren Lenin und seine Begleitung in einem angeblich verplombten Eisenbahnwaggon durch Deutschland. Platten hatte im Auftrag Lenins dazu die Verhandlungen mit dem deutschen Botschafter in Bern, Gisbert Freiherr von Romberg, geführt. Von Sassnitz aus erreichten sie mit der Fähre Schweden, wo sie in Stockholm von den schwedischen Arbeiterführern Otto Grimlund, Ture Nerman, Carl Lindhagen und Fredrik Ström begrüsst wurden. Über Nordschweden gelangten sie mit einem Zug an die schwedisch-russische Grenze, an der Platten von der republikanischen Regierung zurückgehalten wurde und daher in die Schweiz zurückkehrte, während Lenin nach Petrograd gelangte.

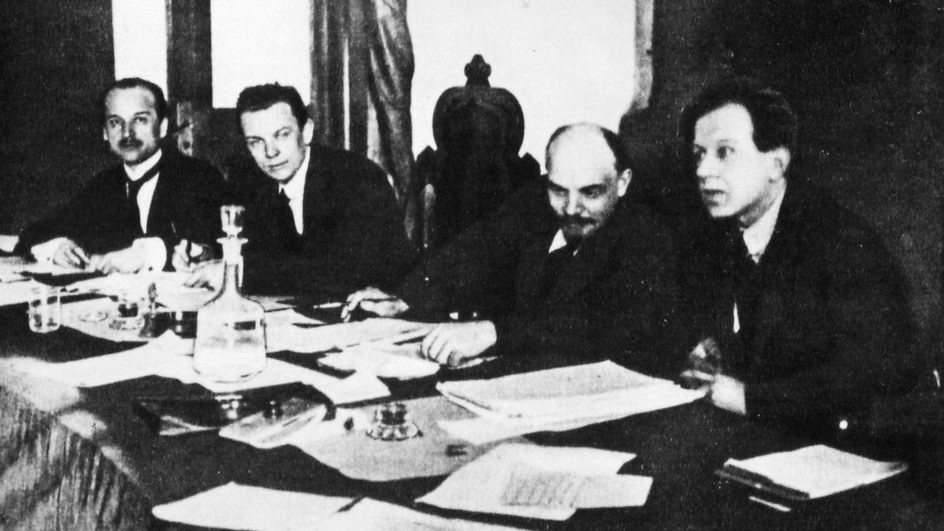
Platten (rechts) neben Lenin in Moskau 1919

Platten sass mit Lenin in dem Fahrzeug, das am 14. Januar 1918 nach einem öffentlichen Auftritt Lenins beschossen wurde. Er konnte Lenin in Deckung drücken, zog sich dabei eine Schussverletzung an der Hand zu und rettete ihm so das Leben.

### Emigration

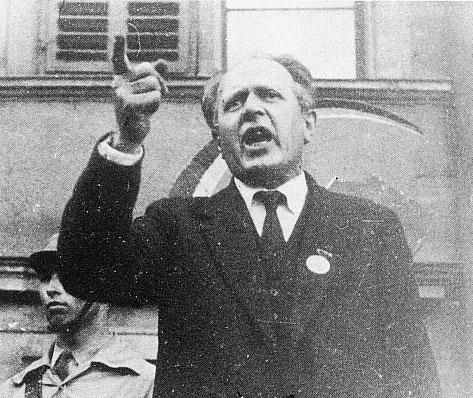
Fritz Platten (um 1930)

1923 emigrierte Platten in die Sowjetunion. Er gründete mit Schweizer Arbeiteremigranten eine landwirtschaftliche Genossenschaft beim Dorf Nowaja Lawa in der heutigen Uljanowsker Oblast (damals Ujesd Sysran). Ab 1926 lebte Platten in Moskau. Nach seiner letzten Reise in die Schweiz wurde er von 1931 bis 1937 am Internationalen Agrarinstitut als Lehrer und wissenschaftlicher Mitarbeiter tätig.
1937 fiel seine Frau Berta Zimmermann als angebliche Trotzkistin und britische und deutsche Spionin den stalinschen Säuberungen zum Opfer. Er selbst wurde 1938 verhaftet, 1939 als Spion verurteilt und ins Lager Lipowo in der Nähe von Njandoma deportiert. Nachdem er seine Strafe von vier Jahren Lagerhaft (unter Anrechnung der einjährigen Untersuchungshaft) abgesessen hatte, wurde er am 22. April 1942 – an Lenins Geburtstag – erschossen. Neuere Forschung an der Universität Basel besagt, dass seine Todesumstände im Gulag ungeklärt seien.

### Privates
Bei seinem Aufenthalt in Riga während der ersten Russischen Revolution lernte Platten die Jüdin Lina Chait kennen, die seine Partnerin wurde. Sie nahm an einem revolutionären Zirkel teil und bereitete sich so zum Kampf vor. Als Platten 1906 in Riga im Gefängnis war, kam er gegen Kaution frei. Das Geld stellte Lina Chait zur Verfügung. Sie gab dafür ihre Mitgift hin. Lina Chait folgte Platten nach Zürich. Zusammen hatten sie einen Sohn, Georg Platten, der 1909 geboren wurde. 1924 folgte Georg Platten seinem Vater und emigrierte nach Russland.
Plattens erste Ehefrau war die Russin Olga Nikolajewna Korslinski. Der Ehe entsprang der Sohn Fritz Nicolaus Platten (geb. 17. Dezember 1918, gest. 4. September 2004). Er wuchs in der Familie Willi Trostels auf, weil die Mutter am 31. Dezember 1918 in Zürich Suizid verübt hatte. Plattens zweite Frau war die Litauerin Lisa Rosowsky. Seine dritte Frau, die Zürcher Kommunistin Berta Zimmermann, die mit ihm in die Sowjetunion ging, wurde in Moskau 1937 verhaftet und im gleichen Jahr erschossen.

## Nachwirken
Am 15. Mai 1956 wurden Fritz Platten und Berta Zimmermann im Rahmen der Entstalinisierung in der Sowjetunion rehabilitiert. Er wurde in der UdSSR vielfach geehrt, insbesondere ist eine Strasse in Njandoma nach ihm benannt.
Sein Sohn, Fritz Nicolaus Platten, eröffnete im Jahr 1988 in Moskau anlässlich einer Gedenkfeier zum 105. Geburtstag Plattens, sein Vater habe in einem Brief geschrieben, dass er erschossen werden sollte, weil seine Haftzeit im Lager beendet gewesen wäre. Bis dahin wurde als offizielle Todesursache eine Herzkrankheit angegeben.

## Schriften

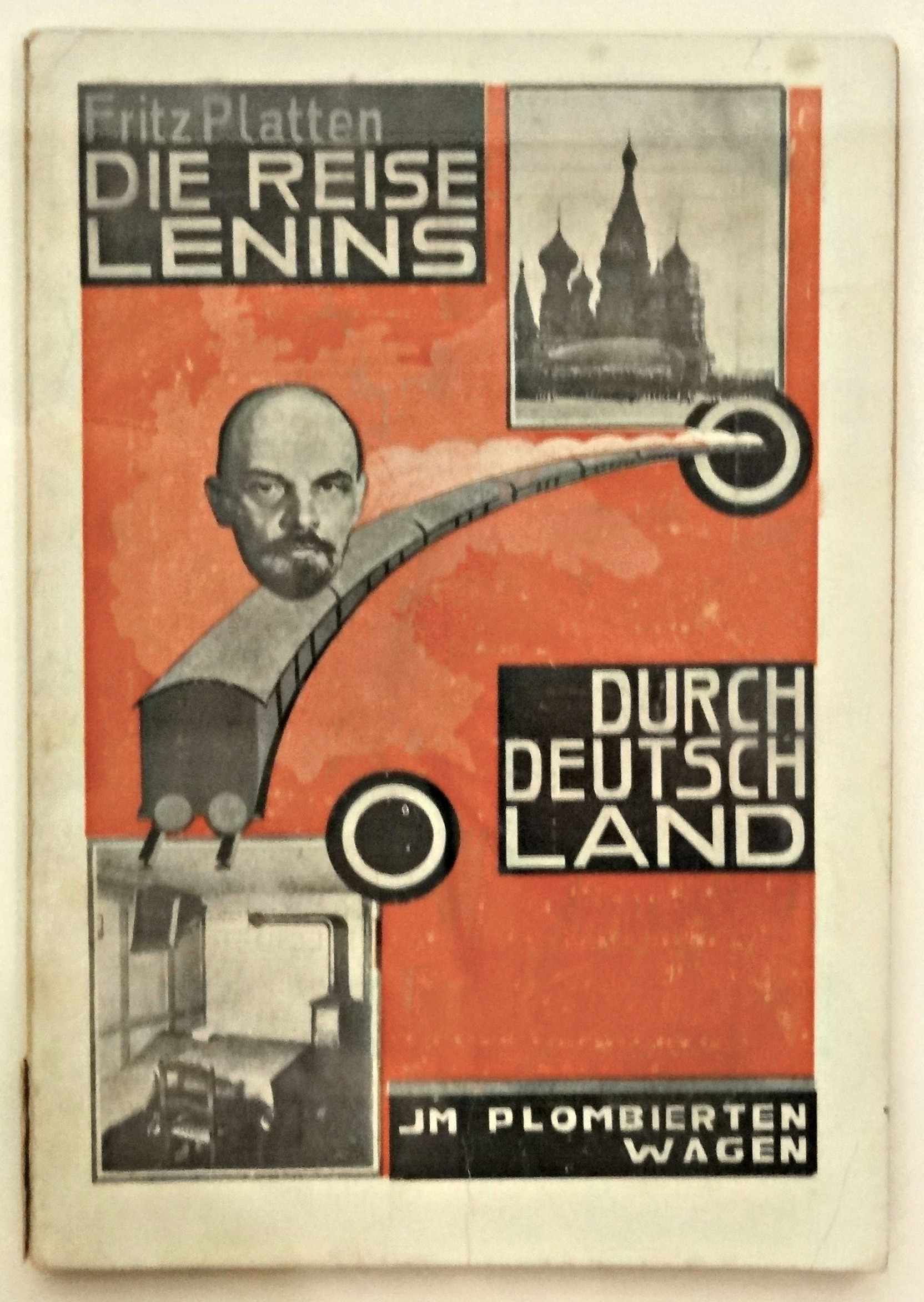
Fritz Platten: Die Reise Lenins durch Deutschland im plombierten Wagen (1924)

- Die Reise Lenins durch Deutschland im plombierten Wagen. Neuer Deutscher Verlag, Berlin 1924.
- Die Reise Lenins durch Deutschland im plombierten Wagen. Erweiterte Neuauflage mit Anmerkungen und biografischem Personenverzeichnis. Arbeiterlogik, Böklund 2022, ISBN 978-3-95514-050-2; Leseprobe
- als Herausgeber: Finnland: Die Revolution und der weisse Terror. Promachos, Bern 1918.

## Dokumentarfilm
- Der rote Fritz – Auf Spurensuche in revolutionärer Zeit. Dokumentarfilm, Schweiz, 2014, 50:30 Min., Buch und Regie: Helen Stehli Pfister, Moderation: Kathrin Winzenried, Kamera: Laurent Stoop, Produktion: SRF, Erstsendung: 1. Mai 2014 bei SRF 1, Inhaltsangabe, Video und Fotogalerie von SRF, (YouTube).[13]